# Joe Mauer
Joseph Patrick „Joe“ Mauer (* 19. April 1983 in Saint Paul, Minnesota) ist ein ehemaliger US-amerikanischer Baseballspieler in der Major League Baseball (MLB) auf der Position des Catchers.
Seit Beginn seiner Profikarriere in der MLB spielte er für die Twins, von denen er 2001 an erster Stelle gedraftet wurde. 
Mauer ist der erste Catcher seit 63 Jahren, der die MLB (2006) in der Statistik Batting Average (Schlagdurchschnitt) anführte. Er erreichte 181 Hits bei 521 At Bats – das ist ein Schnitt von .347. In der Saison 2009 wurde er zum MVP der American League gewählt.
Im November 2018 beendete er seine Karriere.
Am 5. August 2023 wurde er als 38. Spieler in die Minnesota Twins Hall of Fame aufgenommen. Mauer wurde 2024 in seinem ersten Wahljahr in die Baseball Hall of Fame gewählt.